# Valentin Ceaușescu

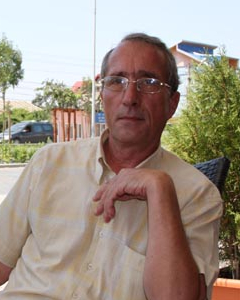
Valentin Ceaușescu

Valentin Ceaușescu (ur. 17 stycznia 1948 w Bukareszcie) – rumuński fizyk, syn komunistycznego przywódcy Rumunii Nicolae Ceaușescu i jego żony Eleny Ceaușescu.

## Życiorys
Studiował na Wydziale Fizyki Uniwersytetu w Bukareszcie, w 1967 rozpoczął studia w Imperial College London w Wielkiej Brytanii. Od 1971 rozpoczął publikowanie prac z zakresu matematyki i fizyki.
W latach 80. zarządzał klubem sportowym FC Steaua Bukareszt, który zdobył Puchar Europy w 1986 roku.
W grudniu 1989, podczas wydarzeń rewolucji, aresztowany wraz z innymi członkami swojej rodziny, a jego majątek skonfiskowano. Po kilku miesiącach został zwolniony. Po wieloletniej batalii prawnej i groźbie zaskarżenia rządu do trybunałów europejskich, odzyskał utracony majątek.

## Życie prywatne
Miał dwoje rodzeństwa: siostrę Zoię i brata Nicu. Z uwagi na to, że styl życia Valentina diametralnie różnił się od stylu życia młodszego rodzeństwa, w Rumunii częste były plotki, że był on adoptowanym synem Nicolae Ceaușescu.
3 lipca 1970 poślubił Iordanę (Danę) Borilă, córkę komunistycznego lidera Petre Borilă, ale jego ojciec nie zgodził się z decyzją syna, w wyniku czego jego żona i dziecko zostali wysłani do Kanady.